# Człowiek z Cherchen
Człowiek z Cherchen – mumia, licząca 3000 lat. Została znaleziona w chińskiej wiosce Zhagunluke w regionie autonomicznym Xinjiang. Zachował się w doskonałym stanie dzięki warunkom panującym na pustyni Takla Makan. Jego twarz na pewno nie jest twarzą Chińczyka ani Mongoła. Mumia była ubrana w czerwoną suknię oraz buty ze skóry jelenia.